# Axion
Axion là một giả thuyết hạt cơ bản được đề xuất bởi các lý thuyết Peccei-Quinn vào năm 1977 để giải quyết vấn đề CP mạnh trong sắc động lực học lượng tử (QCD). Nếu axion tồn tại và có khối lượng thấp trong một phạm vi cụ thể, chúng có thể được chú ý tới như một thành phần khả thi của vật chất tối lạnh.

## Lịch sử

### Lý do để dự đoán
Như thể hiện bởi Gerardus 't Hooft, tương tác mạnh của mô hình chuẩn, QCD, có một cấu trúc không tầm thường chân không về nguyên tắc cho phép hành vi vi phạm của các đối xứng kết hợp của liên hợp phí và tính chẵn lẻ, được gọi chung là CP. Cùng với các hiệu ứng được tạo ra bởi các tương tác yếu, CP mạnh, hiệu quả vi phạm hạn, Θ, xuất hiện như là một mô hình tiêu chuẩn đầu vào tham số-nó không phải là dự đoán bởi lý thuyết, nhưng phải được đo. Tuy nhiên, tương tác lớn CP vi phạm có nguồn gốc từ QCD sẽ gây ra một lượng lớn thời điểm lưỡng cực điện cho neutron. (Trong khi neutron là một hạt trung hòa về điện, không có gì ngăn cản tách phí trong các neutron chính nó.) Hạn chế thử nghiệm vào thời điểm lưỡng cực các neutron hiện không quan sát được của điện ngụ ý rằng CP vi phạm phát sinh từ QCD phải cực nhỏ và do đó Θ chính nó phải là cực kỳ nhỏ hoặc vắng mặt. Kể từ khi một Θ tiên có thể có bất kỳ giá trị giữa 0 và 2π (tham số này là định kỳ), điều này là một vấn đề chất tự nhiên đối với mô hình tiêu chuẩn. Tại sao tham số này nên tìm thấy chính nó rất gần với 0? (Hoặc, tại sao QCD nên tìm bản thân CP bảo quản?) Câu hỏi này tạo nên cái mà được gọi là các vấn đề CP mạnh.
Một trong những giải pháp đơn giản tồn tại: nếu ít nhất một trong các quark của mô hình chuẩn không có khối lượng, Θ trở nên không quan sát được, tức là nó biến mất từ lý thuyết. Tuy nhiên, bằng chứng thực nghiệm mạnh mẽ cho thấy rằng không ai trong số các quark không có khối lượng và như vậy vấn đề CP mạnh vẫn còn tồn tại.
Năm 1977, Roberto Peccei và Helen Quinn đã mặc nhiên công nhận một giải pháp thanh lịch hơn để vấn đề CP mạnh mẽ, các cơ chế Peccei-Quinn. Ý tưởng là để có hiệu quả thúc đẩy Θ một lĩnh vực (hạt). Điều này được thực hiện bằng cách thêm một đối xứng toàn cầu mới (gọi là một đối xứng Peccei-Quinn) với mô hình tiêu chuẩn trở thành một cách tự nhiên bị phá vỡ. Một khi điều này phá vỡ đối xứng toàn cầu mới, một kết quả hạt mới, như thể hiện bởi Frank Wilczek và Steven Weinberg, hạt này điền vào vai trò của Θ -tự nhiên thư giãn tham số vi phạm CP không. Hạt này đưa ra giả thuyết mới được gọi là axion. (Trên một lưu ý thêm về kỹ thuật, axion là những ông Nambu-Goldstone boson kết quả từ đối xứng Peccei-Quinn một cách tự nhiên bị phá vỡ. Tuy nhiên, hiệu quả không tầm thường chân không QCD (instantons) hư hỏng đối xứng Peccei-Quinn một cách rõ ràng và cung cấp một khối lượng nhỏ cho axion. Do đó, axion thực sự là một boson giả Nambu-Goldstone)

### Thử nghiệm tìm kiếm
Một số thí nghiệm đã cố gắng để phát hiện các axion, trong đó có ít nhất một trong đó đã khẳng định những kết quả tích cực.
Trong ánh sáng phân cực Ý PVLAS đã thử nghiệm lan truyền thông qua các lĩnh vực từ một đứa trẻ 5 T nam châm lưỡng cực, tìm kiếm cho một vòng quay bất thường nhỏ theo hướng phân cực. Khái niệm của thử nghiệm lần đầu tiên được đưa ra vào năm 1986 bởi Luciano Maiani, Roberto Petronzio và Emilio Zavattini, và nếu axion tồn tại, các photon có thể tương tác với lĩnh vực này để trở thành axion ảo hoặc thực. Luân chuyển này là rất nhỏ và khó phát hiện, nhưng vấn đề này có thể được khắc phục bằng cách phản xạ ánh sáng trở lại và ra thông qua từ trường hàng triệu lần. Các PVLAS đã kết quả gần đây phát hiện một vòng quay bất thường, có thể được giải thích trong các điều khoản của một axion khối lượng 1 - 1,5 meV. Tuy nhiên, có những nguồn khác có thể có một hiệu ứng như vậy bên cạnh các axion.
Một số thí nghiệm tìm kiếm các axion có nguồn gốc vật lý thiên văn bằng cách sử dụng các hiệu ứng Primakoff. Hiệu ứng này gây ra chuyển đổi axion photon và ngược lại trong các lĩnh vực điện từ mạnh. Axion có thể được sản xuất trong lõi của Mặt trời khi chụp X-quang tán xạ khỏi các electron và proton trong sự hiện diện của các lĩnh vực điện mạnh và được chuyển đổi thành các axion. CAST thử nghiệm đang được tiến hành để phát hiện các axion bằng cách chuyển đổi chúng trở lại tia x trong một từ trường mạnh.
Các Axion Dark Matter Experiment (ADMX) tìm kiếm ánh sáng, tương tác yếu axion bão hòa quầng vật chất tối của thiên hà của chúng ta. ADMX là một từ trường mạnh thấm nhuần một khoang lò vi sóng lạnh. Axion phù hợp với tần số cộng hưởng của sự phân rã khoang thành photon vi sóng. ADMX đã loại trừ các mô hình axion lạc quan trong các μeV 1,9 đến phạm vi μeV 3,53.
Một phương tiện tìm kiếm các axion là bằng cách tiến hành cái gọi là "ánh sáng chiếu qua các bức tường" thí nghiệm, một chùm ánh sáng đi qua một từ trường mạnh trong một nỗ lực để thực hiện các chuyển đổi của các photon thành axion bằng cách cho phép họ phải vượt qua thông qua một tấm nhôm, ngăn chặn sự di chuyển của các photon. Tuy nhiên, những thực hành này là hiệu quả thấp, đòi hỏi thông lượng photon ban đầu cao, và những người tiến hành bởi BFRs và PVLAS đã là chủ đề của một số xác minh thêm. Một thí nghiệm gần đây đã có sự nhạy cảm cần thiết để phát hiện này có hiệu lực nếu các PVLAS đã 2005 - tín hiệu do các axion, tuy nhiên, không có hiệu lực đã được nhìn thấy.
Ngày 09 tháng 7 năm 2007, một bài báo trình arXiv bởi Carlo Rizzo  và các nhà nghiên cứu từ Trung tâm Quốc gia de la Recherche Scientifique chỉ định với một mức độ tin cậy 94% hoặc cao hơn, mà họ tin rằng các kết quả được công bố bởi các thí nghiệm PVLAS đã, Ý, không chính xác và đã không chứng minh sự tồn tại của các axion. Ban đầu, nhóm nghiên cứu các vấn đề sau khi tuyên bố của họ rằng các khớp nối axion suy ra từ thí nghiệm PVLAS đã không phù hợp với các thí nghiệm tiến hành trong năm 2007 và trước đó vào năm 2006, và vì vậy yêu cầu xem xét lại.
Các thí nghiệm được tiến hành bởi nhóm nghiên cứu của Rizzo của sự khác biệt từ các phương pháp tiếp cận của các nhà nghiên cứu người Ý trong việc rằng cuối của một buồng chân không, một tấm nhôm được đặt  để ngăn chặn các photon từ một tia laser liền kề đi qua tấm, nơi axion sẽ chỉ đơn giản là đi qua tấm và được chuyển đổi trở lại thành photon, và có thể quan sát một phần nhỏ của vụ chuyển đổi hạt số 4 × 10 22 photon.
Trong việc sử dụng đo lường quang học và dầm rung động của ánh sáng, nhóm nghiên cứu cho thấy thông qua minh họa đường cong loại trừ so với thí nghiệm PVLAS đã và khác được tiến hành bởi BFRT, rằng các axion đã được loại trừ nhưng vẫn còn một giả thuyết hợp lệ; [ 6 thí nghiệm kể như là một bước quan trọng trong sự hiểu biết của hạt, với khả năng của một axion cùng rất yếu.
Một vài ngày trước đó, vào ngày 23 Tháng Sáu, PVLAS đã gửi một giấy để arXiv,, trong đó, họ lưu ý rằng nâng cấp hệ thống đo lường của họ đã được thực hiện để tăng độ chính xác của các kết quả của họ so với năm trước, thông qua việc sử dụng 2.3 và 5,5 T lĩnh vực  và bước sóng 1064 nm. Với tăng độ chính xác, PVLAS đã lưu ý rằng việc giải thích axion hạt đã được loại trừ  do sự vắng mặt của một tín hiệu quay về mức 1,2 × 10 -8 rad × 5,5 T và 1,0 × 10 -8 rad × 2,3 T với 45.000 đi.
Axion và boson ánh sáng khác cũng được dự kiến sẽ có một chữ ký quan sát được trong các cài đặt khác nhau vật lý thiên văn. Đặc biệt, một số công trình gần đây đã đề xuất sự tồn tại của giống như các hạt axion như là một giải pháp có thể có sự minh bạch rõ ràng của vũ trụ với tia gamma TeV. Nó cũng đã được chứng minh trong một vài tác phẩm gần đây, trên tài khoản của từ trường lớn luồng khí quyển của những đối tượng vật lý thiên văn nhỏ gọn (ví dụ, từ trường), môi trường như vậy sẽ chuyển đổi photon đến axion nhiều hơn nữa hiệu quả hơn so với hầu hết các phòng thí nghiệm, trong một phạm vi khối lượng rộng axion. Điều này, đến lượt nó, sẽ cung cấp cho tăng tính năng riêng biệt như hấp thụ trong quang phổ của các đối tượng như vậy mà có thể được quan sát bằng kính viễn vọng hiện tại và, do đó, làm tăng đáng kể độ nhạy cảm của chúng tôi để phát hiện axion. Một phát hiện mới đầy hứa hẹn có nghĩa là các axion các hạt giống bằng cách tìm kiếm các hiệu ứng khúc xạ bán hạt chùm trong các hệ thống với từ trường mạnh như từ trường vô tuyến lớn và các pulsar từ. Đặc biệt, các hiệu ứng khúc xạ sẽ dẫn đến tác dụng tách chùm tia có thể dễ dàng phát hiện trong các đường cong ánh sáng radio của pulsar từ hóa cao và có thể cho phép phát hiện boson ánh sáng với nhạy cảm lớn hơn nhiều so với hiện đạt được bằng các phương tiện khác.
Một cặp giấy tờ của Katherine Mack xuất hiện trên arXiv trong tháng 11 năm 2009 nghi ngờ về sự tồn tại của QCD axion nhẹ hơn μeV quy mô, lập luận rằng (1) quan sát vũ trụ ngụ ý rằng sự tồn tại của axion như ánh sáng tạo ra lớn hơn tinh điều chỉnh vấn đề hơn là một trong rằng nó đã được đưa ra giả thuyết để giải quyết  và (2) các đối số anthropic không làm giảm bớt vấn đề này tinh chỉnh  Những giấy tờ cho rằng, kể từ khi động lực cho các axion là để sửa chữa một phạt chỉnh vấn đề, nhưng sự tồn tại của axion rất nhẹ (s) tạo ra một khác nhau, và lớn hơn, tinh chỉnh vấn đề, và hơn nữa, kể từ khi axion chưa bao giờ được quan sát thấy có không còn bất cứ lý do nào để nghi ngờ rằng các axion của khối lượng dưới μeV quy mô tồn tại.

### Axion trong vật lý vật chất ngưng tụ
Một thuật ngữ tương tự mà phải được thêm vào phương trình Maxwell  cũng xuất hiện trong các mô hình gần đây lý thuyết cho các chất cách điện tô pô học. Thuật ngữ này dẫn đến một số tính chất thú vị dự đoán tại giao diện giữa các chất cách điện tô pô và bình thường. Trong tình hình lĩnh vực này θ mô tả một cái gì đó rất khác nhau từ việc sử dụng nó trong vật lý năng lượng cao.

## Thuộc tính

### Dự đoán
Một lý thuyết các axion có liên quan đến vũ trụ học đã dự đoán rằng họ sẽ không có điện, một khối lượng rất nhỏ trong khoảng từ 10 -6 1 eV / c 2, và tương tác rất thấp mặt cắt cho tương tác mạnh và yếu. Bởi vì tài sản của họ, axion chỉ tương tác tối thiểu với vật chất thông thường. Axion được dự đoán sẽ thay đổi đến và đi từ các photon trong sự hiện diện của từ trường mạnh, và tính chất này được sử dụng để tạo ra các thí nghiệm để phát hiện các axion.

### Siêu đối xứng
Trong lý thuyết siêu đối xứng axion có cả một vô hướng và một siêu đối fermionic. Fermionic siêu đối của các axion được gọi là axino, siêu đối vô hướng được gọi là Saxion. Trong một số mô hình, Saxion là dilaton. Họ được tất cả các gói trong một siêu trường.
Các axino đã được dự đoán là hạt siêu đối xứng nhẹ nhất trong mô hình như vậy. Trong phần do khách sạn này, nó được coi là một ứng cử viên cho các thành phần của vật chất tối.

### Ý nghĩa về vũ trụ
Lý thuyết cho thấy rằng các axion được tạo ra dồi dào trong Vụ nổ lớn. Bởi vì một sự kết hợp độc đáo với InstantOn lĩnh vực vũ trụ nguyên thủy, một hiệu quả ma sát động lực được tạo ra trong quá trình trao đổi khối lượng sau lạm phát vũ trụ. Điều này cướp tất cả các axion nguyên thủy của động năng của họ.
Nếu các axion có khối lượng thấp, do đó ngăn ngừa chế độ sâu khác, lý thuyết axion dự đoán rằng vũ trụ sẽ được lấp đầy với rất lạnh ngưng tụ Bose-Einstein axion nguyên thủy. Do đó, tùy thuộc vào khối lượng của chúng, các axion plausibly có thể giải thích vấn đề vật chất tối của vật lý vũ trụ học. nghiên cứu quan sát để phát hiện các axion vật chất tối đang được tiến hành, nhưng chúng vẫn chưa đủ nhạy cảm để thăm dò các khu vực đại chúng, nơi axion được dự kiến sẽ được tìm thấy khi họ là những giải pháp cho các vấn đề vật chất tối. Thí nghiệm khoang lò vi sóng được biết đến như ADMX trong 1996-2010 không thành công để phát hiện các axion có một phạm vi khối lượng của 1,98-2,17 μeV và một tần số giữa 450 và 850 MHz. các axion khối lượng cao của các loại tìm kiếm bởi Jain và Singh (2007)  sẽ không tồn tại trong vũ trụ hiện đại và không thể đóng góp cho vật chất tối.

## Các tài liệu tham khảo

### Tạp chí mục
- Peccei, R. D.; Quinn, H. R. (1977). "CP Conservation in the Presence of Pseudoparticles". Physical Review Letters. Quyển 38 số 25. tr. 1440–1443. Bibcode:1977PhRvL..38.1440P. doi:10.1103/PhysRevLett.38.1440.{{Chú thích tạp chí}}:  Quản lý CS1: nhiều tên: danh sách tác giả (liên kết)
- Peccei, R. D.; Quinn, H. R. (1977). "Constraints imposed by CP conservation in the presence of pseudoparticles". Physical Review. Quyển D16 số 6. tr. 1791–1797. Bibcode:1977PhRvD..16.1791P. doi:10.1103/PhysRevD.16.1791.{{Chú thích tạp chí}}:  Quản lý CS1: nhiều tên: danh sách tác giả (liên kết)
- Weinberg, Steven (1978). "A New Light Boson?". Physical Review Letters. Quyển 40 số 4. tr. 223–226. Bibcode:1978PhRvL..40..223W. doi:10.1103/PhysRevLett.40.223.
- Wilczek, Frank (1978). "Problem of Strong P and T Invariance in the Presence of Instantons". Physical Review Letters. Quyển 40 số 5. tr. 279–282. Bibcode:1978PhRvL..40..279W. doi:10.1103/PhysRevLett.40.279.